# Chamonna Linard
Die Chamonna Linard (rätoromanisch im Idiom Vallader für Linardhütte) ist eine Berghütte des Schweizer Alpen-Clubs (SAC), Sektion Engiadina Bassa, im Kanton Graubünden in der Schweiz.
Die Hütte verfügt über 46 Schlafplätze. In der Zeit von Anfang Juli bis Mitte Oktober ist die Hütte bewirtschaftet, ab Mitte September allerdings nur an den Wochenenden. Ausserhalb dieser Zeit kann die Hütte als Selbstversorgerhütte genutzt werden. Während der Bewartungszeit wird die Hütte ehrenamtlich im wöchentlichen Wechsel von Mitgliedern der Sektion betreut.

## Lage
Die Hütte befindet sich auf einer Höhe von 2327 m ü. M. nordwestlich oberhalb von Lavin im unterengadiner Inntal. Sie liegt knapp 2½ km südöstlich des Piz Linard im von dessen Gratausläufern eingerahmten Val Glims. Die Hütte befindet sich etwa 30 m östlich des von der Talmulde herabkommenden Baches, zwischen diesem und einem alten begrünten Moränenkamm (südliche Fortsetzung des Sassautagrates), oberhalb eines Wasserfalls.

## Geschichte
Im Jahre 1902 wurde die erste Hütte an dieser Stelle gebaut, die Baukosten betrugen damals 5700 Franken. Renovierungen wurden in den Jahren 1915, 1967, 1977 und zuletzt 1995 durchgeführt, wobei der traditionelle Stil des SAC erhalten wurde. Strom kann mit einem kleinen Wasserkraftwerk, ersatzweise auch mit einem Benzingenerator gewonnen werden. Die Versorgung geschieht per Hubschrauber, kleinere Sachen, wie z. B. Frischwaren, werden von den ehrenamtlichen Helfern auch heraufgetragen.

## Zustieg
Der nahezu ausschliesslich verwendete Hüttenzustieg startet in Lavin. Der gut markierte und mit Wegweisern versehene Weg führt über eine Brücke den Lavinuozbach und quert zunächst Richtung Westen die Südhänge über dem Inntal. Der durch Lärchenwald führende, den Fahrweg abkürzende Steig wendet sich später Richtung Osten und erreicht die Weide Plan dal Bügl (1958 m), wo sich eine kleine Hütte und ein Almkreuz befinden. Dort wendet sich der nun etwas steiler werdende Steig noch Nordwesten und erreicht das Val Glims, wo man die Hütte erstmals sieht. Nun führt der Steig über ein paar Felsen, an denen Ketten angebracht sind, und grasige Hänge zur Hütte. Von Lavin benötigt man ungefähr 2½ Stunden. Dieser Zustieg kann auch ohne nennenswerten Zeitunterschied vom Bahnhof Sagliains erreicht werden.

## Tourenmöglichkeiten
Der mit Abstand am meisten von der Hütte angegangene Gipfel ist der Piz Linard (3410 m), der von der Hütte meist auf einer der folgenden Routen erreicht wird:
- über Südwandrippe (4 Stunden, Normalweg, WS, Kletterstellen bis II)
- über Südostgrat (4 Stunden, ZS-, Kletterstellen II-III)

Weitere mögliche Gipfelziele von der Hütte sind folgende:
- Piz Glims (2868 m, 2–3 Stunden)
- Piz Sagliains (3101 m, 4–5 Stunden)
- Piz Zadrell (3104 m, 5–6 Stunden)
- Plattenhörner (bis 3220 m, 5–6 Stunden)
- Sassautagrat (mehrere unbenannte Gipfel südlich des Piz Linard Pitschen (2973 m))

Ausserdem sind von der Hütte insbesondere über die Fuorcla da Glims (2808 m), über die ein markierter Wanderweg führt, zahlreiche Wanderungen möglich. Auf halbem Weg zum Pass führt der Weg an den beiden Seen Lai Glims (Höhenlage des unteren Sees laut dortigem Wegweiser 2563 m) und weiter am Fusse des Piz Linard vorbei. Die beide Seen passiert man auch, wenn man den Piz Linard von Süden her angeht.

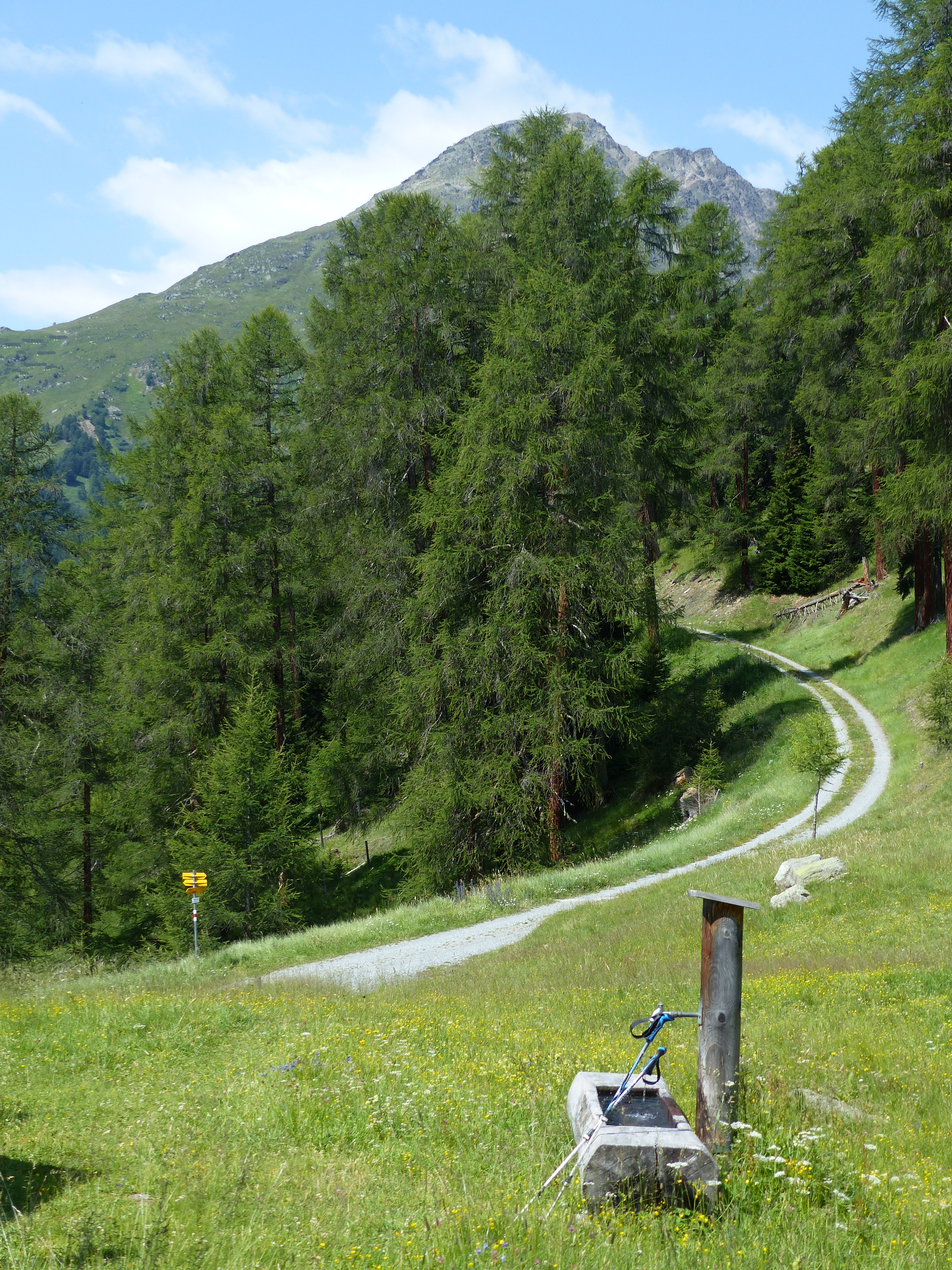
Plan da Bügl (1962 m) beim Aufstieg zur Hütte
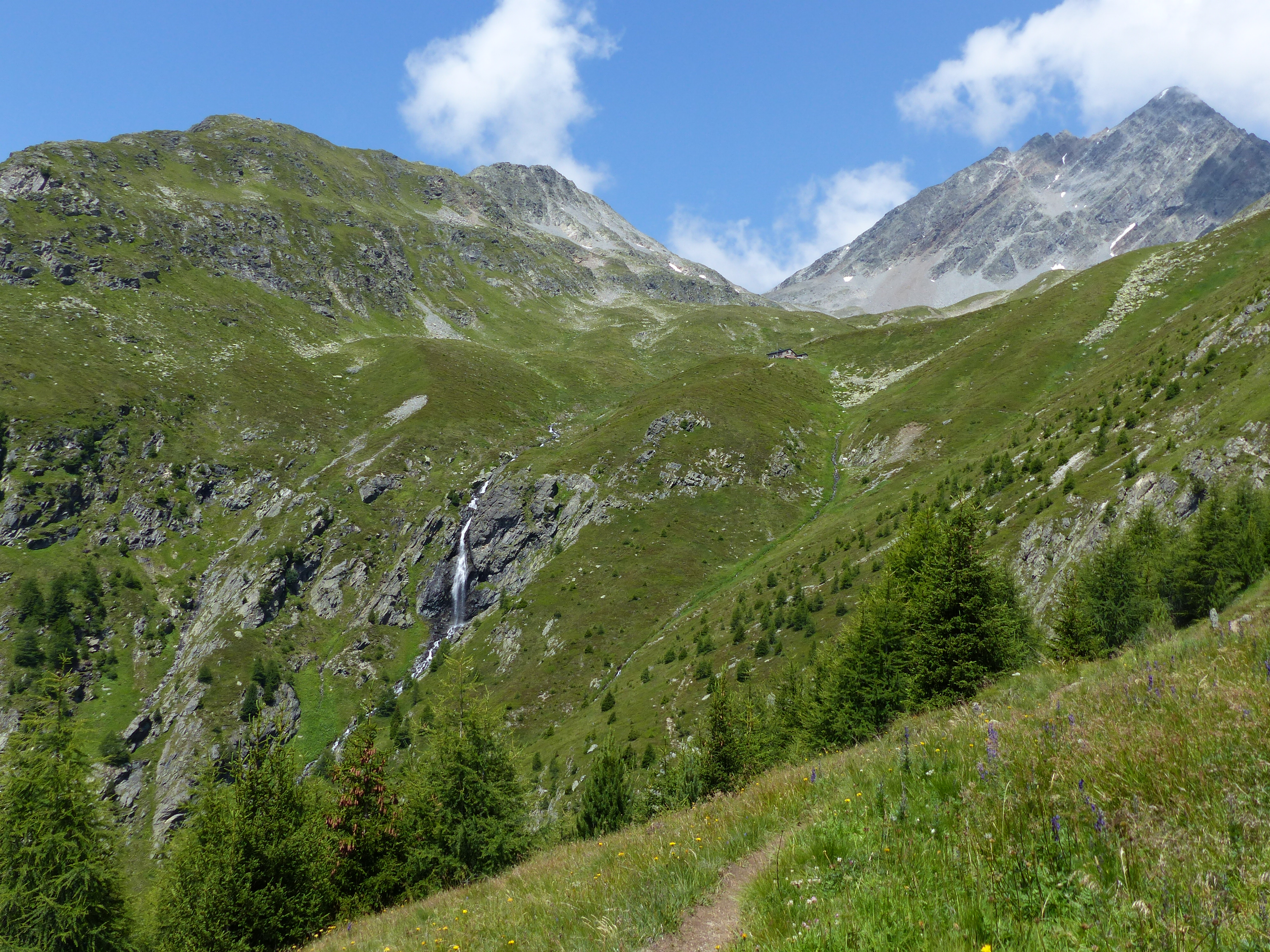
Aufstiegsweg mit Blick zur Hütte, zum Piz Linard und zum Piz Glims (links)
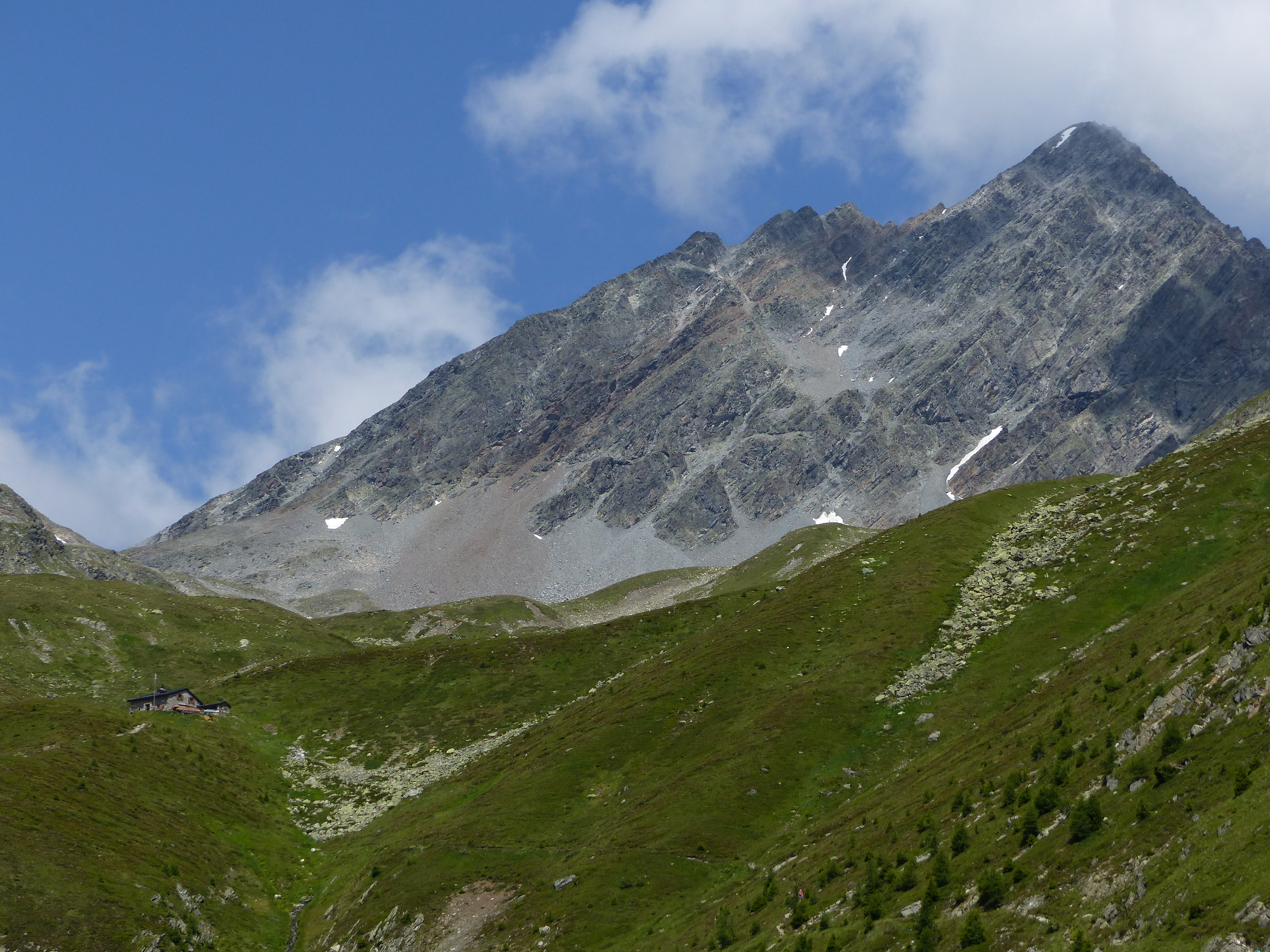
Hütte mit Piz Linard
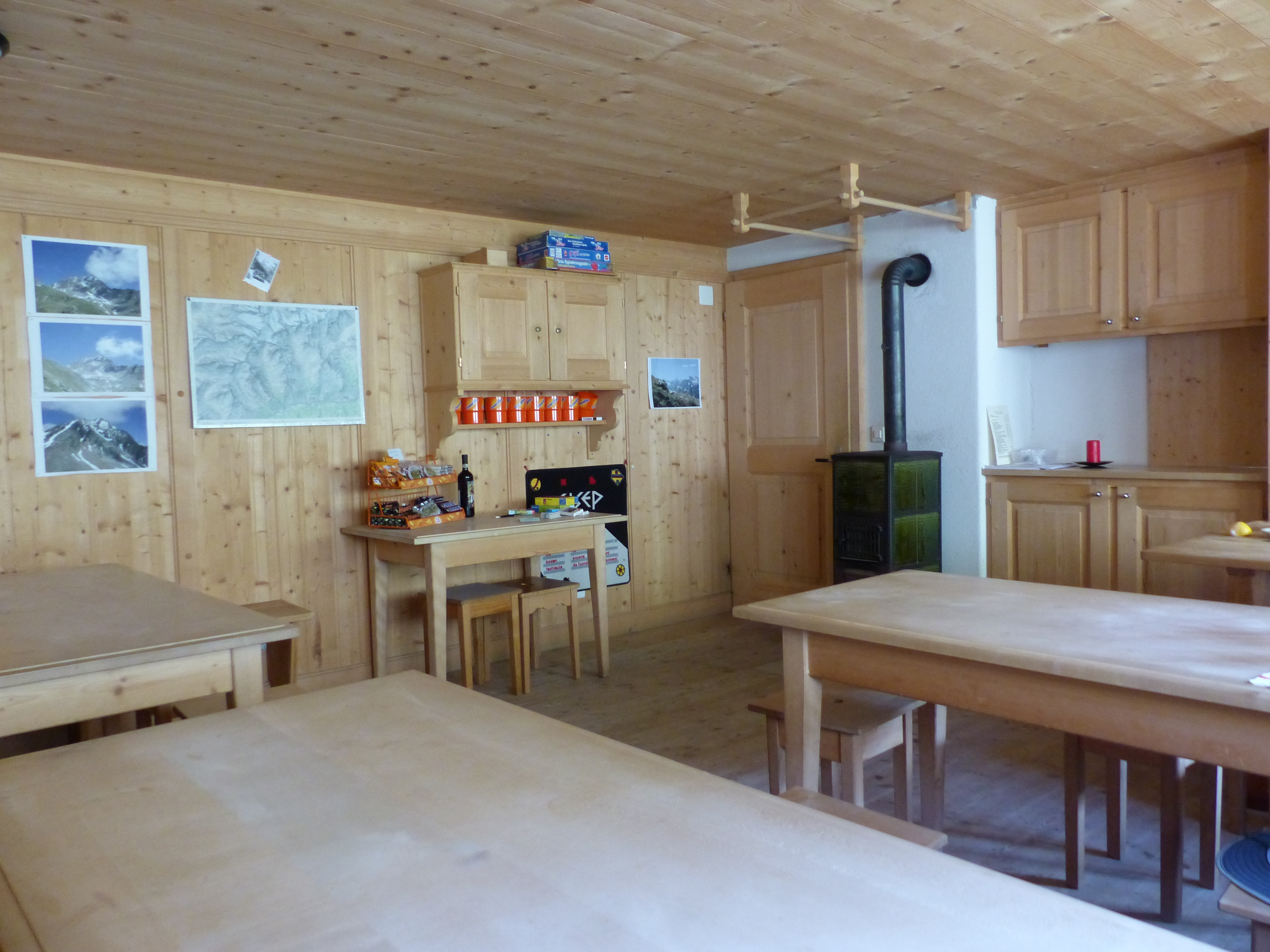
Gastraum
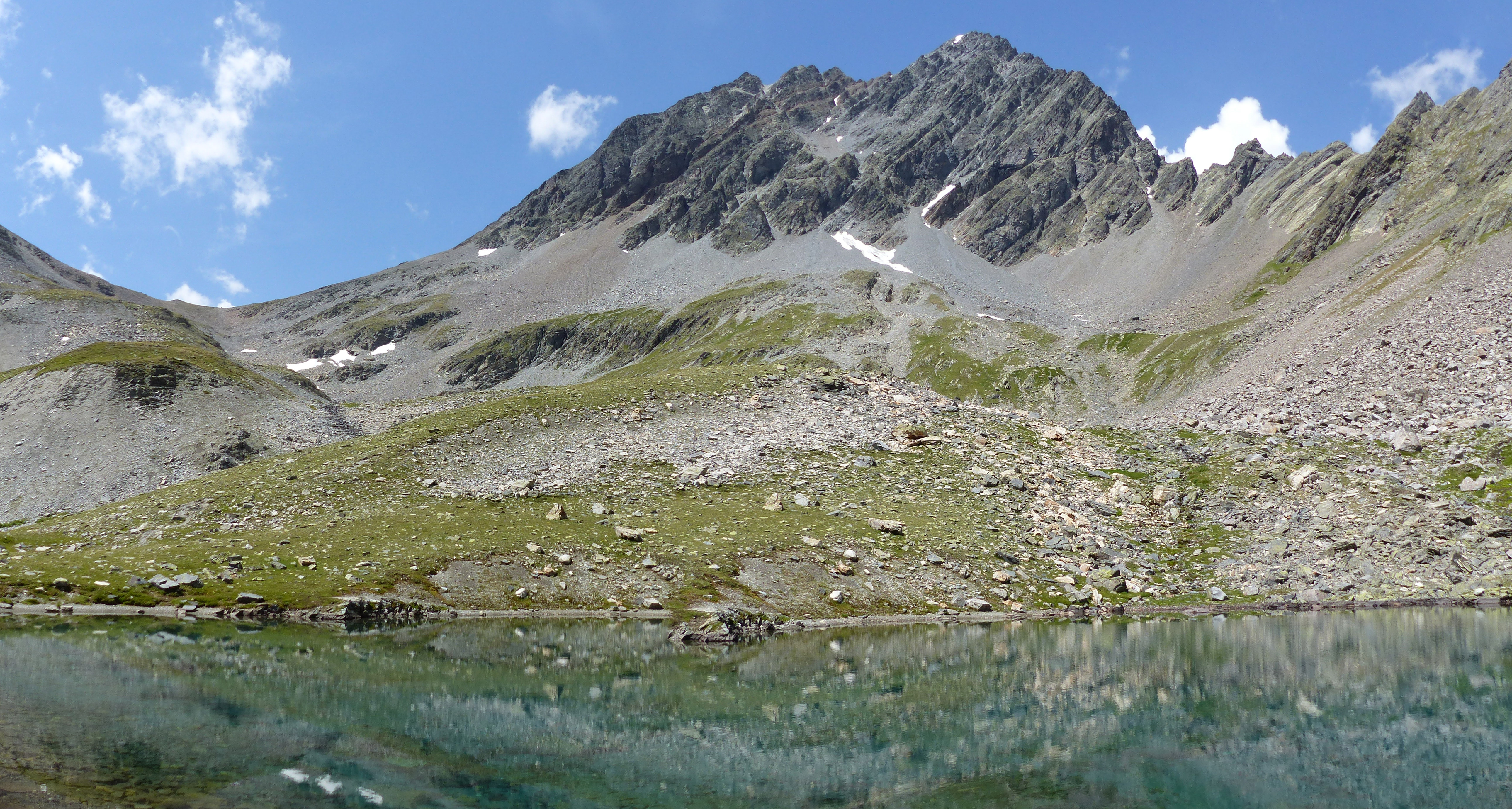
Lai Glims mit Piz Linard oberhalb der Hütte
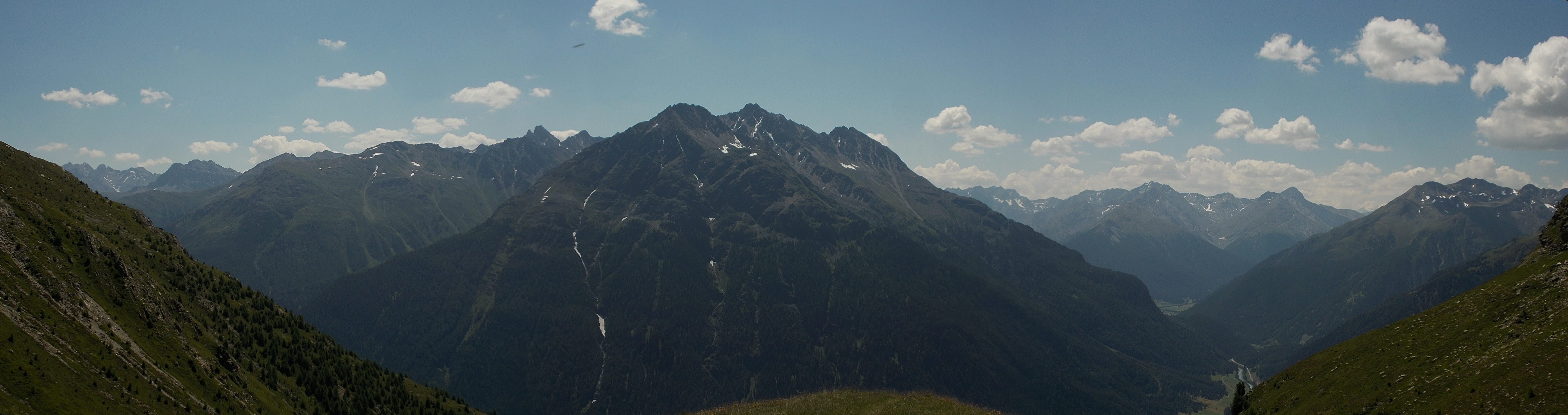
Blick von der Chammona Linard nach Süden